# Yuan Chang
Yuan Chang (Taipé, Taiwan, 17 de novembro de 1959) é uma virologista e patologista estadunidense de origem taiwanesa. É conhecida internacionalmente como codescobridora de dois vírus tumorais humanos. É desde março de 2012 Distinguished Professor of Pathology no Departamento de Patologia da Universidade de Pittsburgh.

## Vida
Yuan Chang mudou-se ainda criança com seus pais para os Estados Unidos e cresceu em Salt Lake City. De 1977 a 1979 fez inicialmente estudos do leste asiático e biologia molecular no Wellesley College em Wellesley seguindo depois para a Universidade Stanford, onde obteve em 1981 o bacharelado em biologia. No mesmo ano seguiu para a Universidade de Utah, onde estudou medicina e obteve em 1987 o doutorado em medicina (M.D.).
De 1987 a 1989 trabalhou como Resident in Anatomic Pathology no Departamento de Patologia da Universidade da Califórnia em São Francisco. De 1989 a 1992 trabalhou com neuropatologia na Universidade Stanford com Dikran Houroupian e seguiu em 1993 para a Universidade Columbia, onde investigou inicialmente genética em tumores cerebrais e, a partir de 2000, tornou-se professora de patologia. É, desde julho de 2002, professora de patologia na Universidade de Pittsburgh.

## Pesquisa
Na Universidade Columbia descobriu em 1994 com seu marido Patrick S. Moore o Herpesvirus humano 8, denominado inicialmente como Kaposi’s sarcoma-associated herpesvirus, KSHV. Demonstraram que o vírus causa o sarcoma de Kaposi e o linfoma não Hodgkin.

## Condecorações
Com Patrick S. Moore recebeu o Prêmio Robert Koch de 1998, o Prêmio Charles S. Mott de 2003, e em 2017 o Prêmio Paul Ehrlich e Ludwig Darmstaedter e o Prêmio Passano.